# Junkers Ju 87
Junkers Ju 87 ili Stuka [ˈʃtuːka] (njem. akr. od Sturzkampfflugzeug: obrušivač, strovalnik, strmoglavi lovac, strmoglavi bombarder), njemački borbeni zrakoplov poznat po svom obrušavanju na ciljeve. Prepoznatljiv je bio i po konstrukciji krila koja su s prednje strane izgledala kao krila galeba u letu.
Štuka je na sebi imala još nekoliko za to doba novih inovacija. Jedna od njih bila su zakrilca koja su se pri ubrzanju od 6 g prilikom obrušavanja automatski izvlačila i tako podizala zrakoplov. Kada je nos zrakoplova došao iznad horizonta zakrilca su se uvukla. Računalo se s tim da pri takvim ubrzanjima pilot može biti u polusvijesti i nesposoban ispraviti zrakoplov. Na oblogama kotača podvozja bile su ugrađene zrakom pokretane sirene koje su dodatno zastrašivale neprijatelja. Veliki kotači omogućavali su slijetanje i uzlijetanje s improviziranih uzletno sletnih staza, često neravnih površina ali blizu borbi. Od 1936. do 1944. godine izrađeno je više od 6.000 Ju 87. Zbog svoje male brzine i relativno slabih manevarskih osobina štuka je bila lak plijen neprijateljskim lovačkim zrakoplovima.
Prema nacrtima glavnog inženjera Hermanna Pohlmanna Proizvedeno je tijekom godina ukupno 6.500 "Stuka", najprije (do 1940.) u "Junkersovoj" tvornici u gradu Dessau-Roßlau u pokrajini Saska-Anhalt, a potom u tvornici "Wesserfulug" (WFG) u Lemwerderu u Donjoj Saski i od 1941. god. u Berlinu (u četvrti Tempelhof) i Bremenu. WFG je proizveo većinu Ju 87, njih 5.930.

## Povijest korištenja

### Španjolska
"Stuka" je iskušana najprije u Španjolskom građanskom ratu, u sastavu njemačke Legije Kondor koja se u ratna djelovanja na strani monarhista uključila u ljeto 1936. godine. Prve 3 "Stuke" je ta zrakoplovna postrojba koristila u borbi od veljače 1938. godine.

### Poljska
Prva akcija u Poljskoj odvila se 1. rujna 1939. u 04.26 kada su  Njemačke štuke pokušale eliminirati poljske eksplozivne naprave na mostovima koje su trebale usporiti njemački prodor. Akcija je bila neuspješna i mostovi su na vrijeme uništeni.
Ju 87 je postigao prvu pobjedu u zračnom dvoboju drugog svjetskog rata, oborivši poljskog PZL P.11 kojim je pilotirao Mieczysław Medwecki.
Tijekom cijele kampanje na Poljsku, ukupno je izgubljeno 31 Ju 87 Stuka.

### Norveška
Zbog teškog terena i neugodnih vremenskih uvjeta, Njemačka nije mogla izvesti klasični Blitzkrieg napad pomoću tenkova i zračne nadmoći, već je bila prisiljena koristiti padobranske desante i napade na ciljeve pomoću štuka koja se kasnije nametnula kao jedan od najboljih uništavača neprijateljskih oklopnih jedinica.

### Bitka za Britaniju
Tijekom bitke za Britaniju, prvi put se otkrilo koliko je štuka zapravo ranjiva na neprijateljskom nebu koji brane dobro obučeni piloti lovaca.
Gotovo svakodnevno, Nijemci su gubili štuke, a najkrvaviji dan zbio se 18. kolovoza kada su obje strane pretrpjele teške gubitke, a oboreno je 16 štuka i velik broj ih je bio teško oštećen. 

### Sjeverna Afrika i Mediteran
Kao odgovor na talijanske neuspjehe u Sjevernoj Africi, njemačko zapovjedništvo naredilo je slanje nekoliko vojnih postrojbi kao pomoć. Kao dio zračne pomoći,  na Siciliju u prosincu 1940., slijeće 80 štuka. Prvi zadatak novopridošlih zrakoplova, je bio napad na Britanske brodove koji su prolazili između Sicilije i Afrike. U jednom takvom napadu, štuke su teško oštetile Britanski nosač zrakoplova HMS Illustrious, bacivši na njega šest 500 kilogramskih bombi. Unatoč teškim oštećenjima, nosač se uspjeo vratiti na Maltu.
U Grčkoj, unatoč savezničkoj pomoći, štuke nisu imale protivnike u zraku i mogle su nesmetano bombardirati svoje ciljeve. Kada se otpor počeo slamati, savezničke snage su se počele povlačiti i organizirana je evakuacija prema Kreti. Povlačenje su iskoristile štuke koje su zadavale teške gubitke brodovlju koje je isplovljavalo prema Kreti. U jednom takvom napadu potopljena su dva razarača od 1389 tona, Psara i Ydra, a u sljedeća dva dana, grčka mornarica je izgubila ukupno 23 broda koji su bili uništeni od strane štuka.
Kako se kraj bitke kod Krete približavao, saveznici su krenuli u novo povlačenje. Još jednom štuke su uspjele uništiti veliki broj savezničkih brodova. 21. svibnja potopljen je HMS Juno, 22. svibnja HMS Warspite i razarač HMS Gloucester teško su oštećeni prilikom zračnog napada. Istog dana štuke su potpuno onesposobile HMS Fiji, kojeg su kasnije dokrajčili bombarderi, dok su potopili HMS Greyhound jednim pogotkom. 23. svibnja Britanska ratna mornarica izgubila je HMS Kashmir i   HMS Kelly a 26. svibnja teško su oštećeni HMS Orion i HMS Dido.
Njemačke štuke odigrale su važnu ulogu i u Sjevernoj Africi, pomažući Rommelovim postrojbama, međutim, kako je rasla saveznička zračna moć, tako je utjecaj štuka bio sve slabiji, te su s vremenom postale potpuno zaostale zbog novog načina zračnog ratovanja koji se vodio između lovaca i bombardera. Primjer njihove neefikasnosti očitovao se 11. studenog kada je u jednom danu oboreno 15 Ju 87 Stuka od strane američkih P-40 lovaca u nekoliko minuta. 
Do 1943. Saveznici su uspostavili potpunu zračnu nadmoć, a štuke su se koristile samo za manje napade.
Nakon kapitulacije Italije u rujnu. 1943. štuke su nastavile djelovati po Apeninskom poluotoku uglavnom noću kako bi izbjegle savezničke lovce.

### Istočni front
Tijekom Njemačkog napada na Rusiju, štuke su imale važnu ulogu u uništavanju ciljeva na tlu. Rusima su nanosile teške gubitke napadajući utvrđene položaje i opskrbne linije a u više navrata, onemogućavale su Sovjetske protunapade, preventivnim napadima na njihove oklopne jedinice. Najbolji primjer njihove razornosti zbio se 5. srpnja kada su štuke uništile 18 vlakova i 500 raznih vozila u jednom danu. 23. rujna pilot Hans-Ulrich Rudel potopio je ruski bojni brod Marat koji se nalazio u okolici Lenjingrada, s jednom jednotonskom bombom. Pogodak je potpuno uništio Maratov bok te je brod uskoro potonuo. U isto vrijeme, tijekom ove akcije poručnik Egbert Jaekel potopio je razarač Minsk., dok je razarač Steregushchiy i podmornica M-74 isto potopljeni. U napadu su onesposobljeni brodovi Oktyabrskaya Revolutsiya i razarači Silnyy i Grozyashchiy, dok su dvije štuke oborene.

## Inačice

### Ju 87A
Drugi prototip Junkers imao je redizajnirani trup i puno snažniji motor Junkers Jumo 210A. Nakon službene procjene 1936. u konkurenciji s još tri zrakoplova, Junkers pobjeđuje i Njemačke vlasti naručuju 10 primjeraka. Prva proizvodna oznaka novog zrakoplova je bila Ju 87 A-1, a trebala je zamijeniti dotrajalog dvokrilca Henschel Hs 123. Vatreno krštenje, ova inačica imala je u Španjolskom građanskom ratu gdje je imala velike uspjehe.

### Ju 87B
Sljedeća, masovnije proizvedena inačica nosila je naziv Ju 87 B-1. Imala je znatno snažniji i veći motor Junkers Jumo 211D, a podvozje i trup su potpuno redizajnirani.
Testirana je u Španjolskoj, te kad je dokazala svoje odlične sposobonosti, 60 Ju 87 B-1 Stuka se mjesečno proizvodilo u njemačkim tvornicama. 
Razvijena je i dalekometna verzija Ju 87B, nazvana Ju 87R. Najveća promjena je bilo dodavanje novih tankova goriva unutar krila, i mogućnost spajanja podkrilnih spremnika. Sve to je utjecalo na štukinu težinu te je nakraju mogla ponijeti samo jednu 250 kilogramsku bombu ako je zrakoplov bio pun goriva. Ju 87R je imao i mogućnost slijetanja na njemački nosač zrakoplova Graf Zeppelin, ali kako nosač nikada nije dovršen, ova mogućnost se nikad nije koristila.

### Ju 87D
Unatoč tomu što su se štukine slabosti pokazale tijekom bitke za Britaniju, Njemačko zapovijedništvo nije imalo izbora već nastaviti s proizvodnjom štuke jer nije postojao nijedan zrakoplov koji bi je mogao zamijeniti u tom trenutku. Rezultat svega toga je bila nova inačica, naziva Ju 87D. Za razliku od svojih prethodnika Ju 87D je imala bolji sustav hlađenja motora, aerodinamički oblikovan kokpit, bolju preglednost pilota, dodatni oklop, nove strojnice kalibra 20 mm i snaga motora je povećana na 1.180 konjskih snaga. Za obranu od lovaca, kopilot je na raspolaganju imao dvocjevnu strojnicu kalibra 7,62 mm s 1.400 metaka, usmjerenu prema natrag. 
Produkcija nove inačice počinje 1941. kada je proizvedeno ukupno 476 Ju 87D Stuka. Izrađeno je nekoliko verzija ove inačice, a najznačajnije kod njih je što su mogle ponijeti bombe od čak 1,200 kg.
Od 1941. do 1944. godine proizvedeno je oko 3.639 Ju 87D - više od polovice svih proizvedenih "Stuka".

### Ju 87G
Nova, i posljednja operativna inačica štuke nosila je naziv Ju 87G, a glavna uloga joj je bila protu-oklopna borba. Bila je umjesto bombi naoružana s dva 37 mm topa koji su ispaljivali oklopno-probijajuće metke; svaki od topova je imao na raspolaganju po 12 granata. U rukama zračnih aseva poput Hans-Ulrich Rudela, nanosila je teške gubitke među neprijateljskim oklopnim postrojbama.
Na Ju 87G je korišten motor snage 1180 konjskih snaga. Kako je zrakoplov bio opremljen oklopnim pločama koje su od neprijateljske vatre štitile posadu i motor, maksimalna brzina je ostala na 380 km/h.
Prvi primjerci JU 87G predani su borbenim postrojbama Luftwaffea u travnju 1943. godine.

## Korisnici
- Bugarska
- Čehoslovačka
- Treći Reich
- Mađarska
- Italija
- NDH
- Japan

- Japansko ratno zrakoplovstvo primilo je nekoliko štuka radi procjene.

- Rumunjska
- Jugoslavija

- Koristila je nekoliko zarobljenih štuka i poslije rata.

- Ujedinjeno Kraljevstvo

- Koristila nekoliko zarobljenih štuka.

- SAD

- Koristile nekoliko zarobljenih štuka.

## Tehničke karakteristike
Izvori podataka: Ju 87 B-2 Betriebsanleitung, Juni 1940 (D.(Luft) T.2335/1)
Osnovne karakteristike
- posada: 2
- dužina: 11 m
- raspon krila: 13,8 m
- površina krila: 31,902
- visina: 4,23 m

Letne karakteristike
- najveća brzina: 390 km/h
- dolet: 500 km s 500 kg bombi
- najveća visina leta: 8.200 s 500 kg bombi
- motor: 1× Junkers Jumo 211D liquid-cooled inverted-vee V12 engine,
  - propeler: trokraki Junkers VS 5 promjera 3,4 m

## Naoružanje
| Naoružanje:        | Ju 87A            | Ju 87B            | Ju 87D                          | Ju 87G                            |
| Prednji mitraljez  | 1x7,92 mm (MG 17) | 2x7,92 mm (MG 17) | 2x7,92 mm (MG 17)               | 2x7,92 mm (MG 17)/2x37 mm (BK 37) |
| Zadnji mitraljez   | 1x7,92 mm (MG 15) | 1x7,92 mm (MG 15) | 1x7,92 mm (MG 81Z) ili dva MG81 | 1x7,92 mm (MG 81Z) ili dva MG81   |
| Bombe (Maksimalno) | 250 kg            | 500 kg            | 1.800 kg                        | nema                              |
| Bombe uobičajeno   | 1x250 kg          | 1x250 + 4x50 kg   | 1x500/1000+4x50 kg              | nema                              |